# هر خانه‌ای مردش را دارد
هر خانه‌ای مردش را دارد (عربی: كل بيت له راجل) فیلمی در ژانر درام است که در سال ۱۹۴۹ منتشر شد. از بازیگران آن می‌توان به فاتن حمامه اشاره کرد.